# 公立佐賀中央病院
公立佐賀中央病院（こうりつさがちゅうおうびょういん）は、佐賀県多久市東多久町にある医療機関。2025年（令和7年）7月に多久市立病院及び小城市民病院を統合し、多久市と小城市が一部事務組合の多久小城医療組合を設立して共同で管理運営する病院である。

## 沿革
- 2017年（平成29年） - 「多久市立病院改革プラン」及び「小城市民病院改革プラン」が策定され、それぞれ統合に向けた協議の実施が明記される[1]。
- 2019年（令和元年） - 多久市と小城市で「新たな公立病院設立に関する覚書」締結[1]。
- 2021年（令和3年）
  - 3月 - 「多久・小城新公立病院建設基本構想・基本計画」を多久・小城地区新公立病院建設協議会で承認[1]。
  - 8月19日 - 多久小城医療組合設立[1]。
- 2025年（令和7年）
  - 7月2日 - 救急外来受付開始[2]。
  - 7月7日 - 一般外来診療開始[2][3]。

## 施設
主体構造は鉄骨造（免震構造）で、地上4階とヘリポート階からなる。
- 4階 - 屋上フロア（ヘリポート設置）[3]
- 3階 - 病棟フロア[3]
- 2階 - 診療・病棟フロア[3]
- 1階 - 外来・診療・サービスフロア[3]

## 診療科
- 内科
- 呼吸器内科
- 脳神経外科
- 耳鼻咽喉科
- 消化器内科
- 脳神経内科
- 整形外科
- 眼科
- 肝胆膵内科
- 腎臓内科
- 泌尿器科
- 皮膚科
- 糖尿病内科
- リウマチ・膠原病科
- 産婦人科
- 麻酔科
- 循環器内科
- 外科
- 小児科
- リハビリテーション科

## 医療機関の指定
- 保険医療機関[5]
- 救急告示病院[5]
- 労災保険指定医療機関[5]
- 災害拠点病院[5]